# Zentrale Revisionskommission der SED
Die Zentrale Revisionskommission der SED (kurz ZRK) war ein Gremium der Sozialistischen Einheitspartei Deutschlands (SED) zur Kontrolle des Finanzwesens und der Arbeit der Parteiorgane. Sie ist nicht mit der Zentralen Parteikontrollkommission (ZPKK) zu verwechseln. 

## Aufgaben
Die vom III. Parteitag der SED im Jahr 1950 geschaffene ZRK war für die Überwachung der Finanzwirtschaft und Kassenführung des Zentralkomitees (ZK) sowie die Überprüfung des Umgangs mit Eingaben an das ZK zuständig. Aufgrund dieser beschränkten Zuständigkeit war ihre praktische Bedeutung im Vergleich mit der ZPKK gering. 
Revisionskommissionen gab es auch auf den unteren Ebenen der Partei sowie in den Massenorganisationen der DDR. 

## Zusammensetzung
Die ZRK wurde entsprechend dem SED-Statut vom Parteitag direkt gewählt. Die auf dem XI. Parteitag der SED gewählte ZRK umfasste 40 Mitglieder und acht Kandidaten. 

## Vorsitzende der Zentralen Revisionskommission
- Alfred Oelßner (1950–1954)
- Fritz Gäbler (1954–1967)
- Kurt Seibt (1967–1989)